# 竹内寛 (陸軍軍人)
竹内 寛（たけうち ゆたか、1889年（明治22年）9月17日 - 1952年（昭和27年）7月18日）は、日本の陸軍軍人、政治家。最終階級は陸軍中将。岡山市長。

## 経歴
岡山県出身。1910年（明治43年）5月、陸軍士官学校（22期）を卒業。同年12月、歩兵少尉に任官。1919年（大正8年）11月、陸軍大学校（31期）を卒業し、陸大に配属された。
1929年（昭和4年）8月、陸大教官となる。1933年（昭和8年）8月、陸士教官に転じ、同年12月、歩兵大佐に昇進。陸士本科生徒隊長を経て、1936年（昭和11年）8月、歩兵第49連隊長に就任。1937年（昭和12年）8月、津軽要塞司令官に転じ、同年11月、陸軍少将に進級。1938年（昭和13年）3月、陸大教官となる。同年12月、憲兵司令部総務部長に転じ、1940年（昭和15年）3月、関東憲兵隊司令官に就任。
1940年8月、陸軍中将に進み、1941年（昭和16年）4月、第55師団長に親補され、太平洋戦争を迎えた。ビルマの戦いに従軍。1942年（昭和17年）12月、参謀本部付となり、1943年（昭和18年）9月、予備役に編入された。1944年（昭和19年）9月から1945年（昭和20年）10月まで岡山市長を務めた。
戦後、公職追放となった。

## 栄典
位階
- 1911年（明治44年）3月10日 - 正八位[2]
- 1914年（大正3年）2月10日 - 従七位[3]
- 1919年（大正8年）3月20日 - 正七位[4]
- 1924年（大正13年）5月15日 - 従六位[5]
- 1937年（昭和12年）12月1日 - 正五位[6]

勲章等
- 1940年（昭和15年）8月15日 - 紀元二千六百年祝典記念章[7]

外国勲章佩用允許
- 1941年（昭和16年）12月9日 - 満州帝国：建国神廟創建記念章[8]